# Xirókampos (ort i Grekland, Epirus, Nomós Ártas)
Xirókampos är en ort i Grekland.   Den ligger i prefekturen Nomós Ártas och regionen Epirus, i den centrala delen av landet, 260 km nordväst om huvudstaden Aten. Xirókampos ligger 1 055 meter över havet och antalet invånare är 200.
Terrängen runt Xirókampos är kuperad åt nordväst, men åt sydost är den bergig. Xirókampos ligger uppe på en höjd.Runt Xirókampos är det glesbefolkat, med 11 invånare per kvadratkilometer. Närmaste större samhälle är Voulgaréli, 13,9 km norr om Xirókampos. I omgivningarna runt Xirókampos växer i huvudsak blandskog.